# Pro Wrestling Crusaders
プロレスリング・クルセイダースは、かつて存在した日本のプロレス団体。略称はPWC（ピー・ダブリュー・シー）。別名「プロレス十字軍（プロレスじゅうじぐん）」。PWCの消滅後に設立されたPWCプロモーション（ピー・ダブリュー・シー・プロモーション）についても記述している。

## 歴史

### PWC
1992年6月にSWSが崩壊し、所属していた選手がWARとNOWに分かれた際にNOWに移籍したジョージ高野と高野俊二が、団体内の問題から旗揚げ間もなく退団して設立された。なおNOWを早期に退団してPWCを旗揚げした経緯については、二つの説があり「道場・檄」所属のメンバーが中心になったNOW体制に反発した説、もう1つはNOWプレ旗揚げ戦後の9月10日発売の『週刊文春』に、高野兄弟の「俺たち、メガネスーパーに騙された」との見出しによるSWS解散の顛末と、メガネスーパーを痛烈に批判する手記が掲載された。この手記により、スポンサーを予定していたメガネスーパーとの軋轢を避けるため、NOWは高野兄弟を退団させざるを得なかったといわれている。
旗揚げに際し、事務所と道場を東京都東大和市に構えて準備を整えた後に、1993年2月13日に東海市民体育館で旗揚げ戦を開催。所属選手は高野兄弟の他に元W★INGプロモーションの戸井マサル、と島田宏・SAWの保坂秀樹（PWCのリングネームは弁慶）、フリーの渡辺幸正、旗揚げ戦でデビューした牛若丸、練習生の黒田哲、留学生のアイアン・ホース。他はフリー選手を起用して外国人選手に関しては、高野兄弟がカナダに武者修行していた際に世話になったミスター・ヒトのルートで稲妻ジロー（稲妻二郎）を始めとするカナダの外国人選手をブッキングして陣容を整える。また、発起人として、内紛によりSWSを退団した谷津嘉章と仲野信市も名を連ねていたが、一度も参戦する事は無かった。
設立当初に掲げたのは「スポーツライクなプロレス」だった。その一方で盲導犬協会とタイアップしてリングで盲導犬のデモストレーションを行ったり、前座の余興として浮世亭リング・サイドが率いる吉本興業プロレス軍団による「お笑いプロレス」を組み込むなど、色々と他団体への差別化を図ろうとした。ところが「キックとスープレックスの神様」との触れ込みでフリー参戦して再生を期したはずの高木功が突如、高野兄弟に反目。高野兄弟とヒールに傾倒した高木との間で抗争が勃発し、遺恨清算の目的で俊二・高木との間では「チェーンマッチ」（チェーンデスマッチとは異なる）も行われた。皮肉にもこれらの抗争が売り物となってしまい、他団体と大差ない内容になってしまった。
SWS崩壊及び分裂に際してスポンサーであったメガネスーパーは、WARとNOWに資金援助を約束する。WARには2年間・NOWには1年間に渡りこの約束が遂行されたが、NOWを退団した高野兄弟には資金援助が一切されなかった為、旗揚げ当初から経営地盤自体が弱かった。加えて代表である俊二の経営の杜撰さに加え、本人の性格や金銭面などの問題によりすぐ資金難となる。それが元でまず高木功が退団してしまい、高野兄弟に対抗出来る勢力が一気に手薄となってしまう。加えて資金を捻出していたとされるジョージが退団して、さらに道場に置いてあったリングも盗難に遭うなど苦難が続き、さらに所属選手の退団も起きて、最終的には拳磁の個人プロダクション的な団体となってしまった。
その後、将軍KYワカマツがユニット「宇宙パワー軍」を率いて参戦する。その奇天烈で不思議な試合内容はファンによる「野良犬」コールを浴びる中、拳磁が両手を手錠で掛けられ紐で繋がれてしまい、ワカマツにそのまま夜の街中を引きずり回されるなど、非常に斬新奇抜、異質、奇妙、異様、魑魅魍魎かつハチャメチャで摩訶不思議、愉快、痛快、破天狼、奇想天外なパフォーマンスを披露し、一部の熱狂的なプロレスマニアには支持されたものの、事態は好転せず再び所属選手の退団が発生して活動休止になった。
1994年に拳磁は西日本プロレスに参戦したが、わずか1試合のみで退団して「まーた飛び出しちゃったよーだ九州」の台詞と共にPWCが活動を再開し、その際に新弟子も募集したことで新戦力がようやく誕生し、さらに高木三四郎がIWA格闘志塾から移籍や、フリー選手が入団したこともあって持ち直したかと思われたが、1996年10月17日の北沢タウンホール大会後に、またも所属選手が一斉に退団。これが決定打となり団体は消滅した。
2000年、足立知也（現：斗猛矢）が設立したZIPANGで長瀬館長、森谷俊之、島田宏、サバイバル飛田がユニット「PWC残党軍」を結成・活躍した。
なおDDTの夏恒例イベントとなっているビアガーデンプロレス「闘うビアガーデン」はPWC末期に拳磁が発案しており、後楽園ゆうえんちでビアガーデンプロレスが開催されて、それを高木三四郎が引き継いだものである。現在、ビアガーデンプロレスは他のインディー団体にも波及している。
PWCの名称は今も存在しているが、唯一の所属選手である高野拳磁がセミリタイア状態のため実体は無い。ただし、拳磁曰く「俺が生きている限り、俺の団体は無くならねぇんだよ」と語ったとされる。

### PWCプロモーション
2003年1月16日、ATOM、元PWC所属選手の森谷俊之が公開記者会見を行ってPWCプロモーションの設立を発表。3月30日、北沢タウンホールで旗揚げ戦を開催し、7月10日に博多スターレーン大会を最後に解散した。ちなみに解散した時点で既に北沢タウンホール大会を数ヶ月先まで予約済みであったため、新たに『PvvC』を設立して8月28日にプレ旗揚げ戦を行い、9月17日に旗揚げ戦を開催。10月9日には「セカンドバトルでルンバ」が行われた。11月22日には「PvvCファイナルバウト 復刻版PWC」を開催して全ての日程を消化した。
PWCプロモーションに高野拳磁が参戦することは無かったものの、ジョージ高野がザ・コブラとして7月10日の博多スターレーン大会に参戦している。
2005年12月21日、新木場1stRINGで1日限定のPWC復活興行が開催されている。

## タイトル
- PWCヘビー級王座
- PWCジュニアヘビー級王座

## 所属選手
- ジョージ高野
- 高野拳磁（旧：高野俊二）
- 宇宙パワーX（初代）（現：鶴見五郎）
- 将軍KYワカマツ
- 渡辺幸正（現：セッド・ジニアス）
- 高木功（現：嵐）
- ホー・デス・ミン（現：ポイズン澤田）
- 宇宙パワーX（2代目）（現：木村浩一郎）
- 弁慶（現：保坂秀樹）
- 長瀬館長
- 内藤恒仁
- 島田宏
- キャノンボールKAZU
- 牛若丸（現：南条隼人）
- 黒田哲（現：黒田哲広）
- 戸井マサル（現：戸井克成）
- ホッパーキング（現：スーパーライダー）
- サバイバル飛田
- 菊澤光信（現：菊タロー）
- 高木三四郎
- 野沢一茂（現：NOSAWA論外）
- 足立知也（現：斗猛矢）
- 三上恭平（現：MIKAMI）
- アイアン・ホース
- 森谷俊之
- 柴田正人

## 関連書籍
- 著：竹内宏介 日本スポーツ出版社『プロレス虚泡団体の真実』1998年10月1日 ISBN 4-930943-12-4
- 著：小佐野景浩 日本スポーツ出版社『SWSの幻想と実像』1999年10月1日 ISBN 4-930943-24-8